# Knabstrupper
Der Knabstrupper ist eine Barockpferderasse aus Dänemark, bei der Tigerschecken häufig vorkommen.
Hintergrundinformationen zur Pferdebewertung und -zucht finden sich unter: Exterieur, Interieur und Pferdezucht.

## Exterieur
Es existieren zwei Zuchtrichtungen: der barocke und der moderne Typ. Der moderne Typ entspricht dem Zuchtziel eines modernen Sportpferdes, also in etwa dem des Deutschen Reitpferdes. Dieser Typ entsteht durch Einkreuzung beliebigen Fremdblutes. Der barocke Typ ist kräftiger gebaut und besitzt meist einen leicht ramsnasigen Kopf sowie einen kräftigen Hals und eine muskulöse Hinterhand. Nur ein im barocken Typ stehender Knabstrupper, der in der 3. Generation ohne Einkreuzung von Fremdblut gezüchtet wurde (Reinzucht), ist ein Original Knabstrupper. Tiere, die mit PREs, Lusitanos oder anderen ausgewählten spanischen Rassen gekreuzt wurden, werden in besonderen Ausnahmen in das barocke Zuchtregister aufgenommen.
Knabstrupper zeichnen sich durch die verbreitete Tigerscheckenfärbung aus. Es kommen die Farben Volltiger, Schabracktiger, Schneeflockentiger, Weißgeborene und Einfarbige (außer Schimmel) vor. 
1. der VolltigerNehmen wir an, die Grundfarbe eines Volltigers wäre braun, 4× schwarz bestiefelt. Dann wären über den ganzen Körper braune Flecken verteilt, während die Flecken an den Beinen schwarz wären und auch schwarze Streifen in Mähne und Schweif vorhanden sein könnten.
2. der WeißgeboreneBei einigen Tieren sind die Gene, die den „Mantel“ vererben, so stark, dass der Mantel keine Löcher (= Flecken) hat. Das Pferd ist dann ganz weiß und wird – im Gegensatz zum Schimmel – auch bereits weiß geboren. Nach dem amerikanischen Forscher Schwink sind die Pferde Homozygoten, d. h. starke Vererber.
3. der SchabracktigerIst die Erbmasse weniger stark, so ist der Mantel nicht vollständig und liegt dann meistens nur über der Kruppe, während der vordere Teil des Pferdes einfarbig ist. Die Decke über der Kruppe kann wie beim Volltiger durchlöchert sein oder lückenlos wie beim Weißgeborenen.
4. der SchneeflockentigerEs kommen Pferde vor, bei denen nur Fragmente des Mantels übriggeblieben sind. Diese verteilen sich über den Körper als weiße Flecken auf der Grundfarbe.
5. der EinfarbigeEs können auch Tiere ohne jegliche Spur eines Mantels vorkommen. Diese können die Tigerscheckengenetik rezessiv in sich tragen. Alle anderen Variationen haben keine direkte Verbindung zur Vererbung der Tigerscheckengenetik.

## Zuchtgeschichte
Die Knabstrupper sind eine Farbvariante der einst weltberühmten dänischen Frederiksborger, die typ- und blutmäßig auf dem dänischen Gut Knabstrup weitergezüchtet wurden und daher ihren Namen erhielten.
Die konsequente Zucht von Tigerschecken in Dänemark begann mit dem königlichen Gestüt Frederiksborg, das 1536 gegründet wurde, nachdem viele kirchliche Gestüte durch die Reformation in den Besitz des Königs gefallen waren. Dort verwendete man Pferde, die entweder direkt aus Spanien importiert wurden oder spanischen Blutlinien entstammten. Diese Pferde entsprachen den damaligen Anforderungen an ein Kriegspferd am besten, da sie durch eine Ausbildung bis zur Hohen Schule im Nahkampf am rittigsten waren, nachdem die Schlachtrösser der Ritter durch die Erfindung von Schießwaffen verdrängt worden waren. In ganz Europa entstanden zu dieser Zeit Reitakademien, an denen die Fürsten und Adligen ihre Pferde bis zur höchsten Vollendung ausbildeten. Entsprechend erblühten auch die Gestüte zur Zucht solcher Pferde. Frederiksborg war bald eine der führenden Zuchten in Europa und wurde Mitbegründer anderer bekannter Zuchten, wie z. B. Lipizza, Cordoba, Oldenburg
und Hannover.

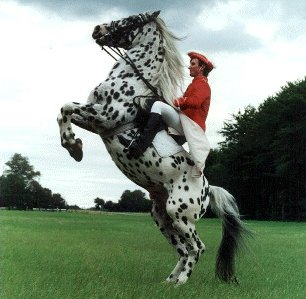
Knabstrupper in der Pesade

Die Tigerschecken erlebten ihren Höhepunkt im Zeitalter des Barock, da sie dazu geeignet waren, die Lebenslust und Farbenfreude der barocken Fürsten darzustellen. Trotz aller Zuchtbemühungen in ganz Europa aber blieben die Tigerschecken eine kostbare Seltenheit, da die Züchter damals häufig weiß mit weiß verwechselten und somit ein genetisches Chaos schufen, wodurch die meisten Zuchtversuche scheiterten. In Dänemark aber gelang es, einen Tigerscheckenstamm zu schaffen, der durch Reinzucht bald weißgeboren wurde (siehe Farberklärung). Pferde aus diesem Stamm gehörten zu den begehrtesten in Europa. Sie wurden nicht nur vor die goldenen Kutschen gespannt, sondern waren auch häufig die Lieblingsreitpferde der Könige und Kaiser und trugen diese zu ihren Krönungen.
Einen schweren Schlag erhielten die barocken Pferderassen und damit auch die Frederiksborger durch Napoleon, der einfache Bürger und Bauern als Soldaten rekrutierte. Die geringen Reitkenntnisse dieser Soldaten verlangten nach Massen von geradeauslaufenden, einfarbigen Pferden. Den Kampf von Mann zu Mann gab es nicht mehr und die Reitkunst der Hohen Schule wurde zu einem Freizeitvergnügen für Fürsten und Gentlemen.
Neben dem großen königlichen Gestüt Frederiksborg gab es aber auch private Züchter, die Tiere aus dem königlichen Gestüt aufkauften. 1798 gelangten so einige Stuten von Frederiksborg in den Besitz von Major Villars Lunn nach Knabstrup. Sein Sohn W. Lunn schreibt 1855 über diesen Mann, welcher der Gründer der Knabstrupperzucht wurde: Mein Vater war kein Erneuerer, sondern ein Bewahrer des alten Typs und versuchte immer, solche Stuten zu kaufen, die in seinen Stamm hineinpassten.
In diesem Sinne kaufte Villars Lunn auch bei einem Pferdehändler und Schlachter namens Flaebe eine getigerte Stute, die als Flaebestute in die Geschichte einging. Die Stute war ihm durch ihre besondere Leistungsfähigkeit aufgefallen. 1813 bekam die Stute von dem Lövenborger Hengst Baeveren ein Fohlen, den Flaebehengst, durch den in Dänemark wieder Tigerschecken in größerer Anzahl geboren wurden. Der Flaebehengst war rein spanisch gezogen, seine Mutter war mit den spanischen Truppen Napoleons nach Dänemark gekommen und auch sein Vater war spanischer Abstammung.

Dieses Bild stammt aus dem Deckengemälde der Kirche in Skibby auf Seeland in Dänemark es stammt aus dem Jahre 1065 und zeigt die Lebensfreude 3 junger Könige mit tigergescheckten Pferden, Jagdhunden und Falken.

An einem Sommerabend 1891 schlug während eines Unwetters der Blitz auf Gut Knabstrup ein und 22 Zuchttiere starben in den Flammen. So erlosch die Tigerscheckenzucht auf Gut Knabstrup. Die damals fast 100-jährige Zuchtgeschichte des Gutes hatte aber solche Spuren hinterlassen, dass 1952 vom Landgerichtsanwalt Ledager mit wenigen Nachkommen wieder ein Knabstruppergestüt gegründet werden konnte. Aber erst 1972 wurde in Dänemark ein landesdeckender Verband für die Knabstrupperzucht gegründet. Die Rasse besteht deshalb auch heutzutage nur noch aus wenigen hundert Zuchttieren, in denen sich die genetischen Überreste der getigerten Pferde aus Dänemark erhalten haben. In Dänemark versucht man heute auf dieser Basis ein Reitpferd zu züchten, das den Anforderungen an ein modernes Sportpferd gerecht werden soll.
Die meisten der alten Blutlinien wurden aufgelöst oder verkauft, vorwiegend nach Deutschland. Die Interessengemeinschaft Knabstrupper Deutschland hat deshalb ein Zuchtprogramm entwickelt, das sowohl dem Sporttyp als auch dem barocken Typ des Knabstruppers eine züchterische Basis gibt. Verschiedene dänische Hippologen wie auch der dänische Verein zur Erhaltung alter Haustierrassen haben die Hoffnung geäußert, dass es den deutschen Züchtern gelingen möge, dieses alte dänische Kulturgut zu erhalten. 2018 gab es in Deutschland 124 Zuchtstuten und 42 Deckhengste.